# Cascade Bluff
La Cascade Bluff (in lingua inglese: falesia delle cascate) è una bassa falesia antartica, per lo più ricoperta di ghiaccio, che forma la parete del fianco sudoccidentale del Ghiacciaio Mincey, nei Monti della Regina Maud, in Antartide.   
La denominazione è stata assegnata dalla Texas Tech Shackleton Glacier Expedition, la spedizione antartica sul Ghiacciaio Shackleton della Texas Tech University del 1962-63, a causa della cascatelle formate dall'acqua di fusione che si originano sulla scogliera durante la stagione calda.